# 大和路快速

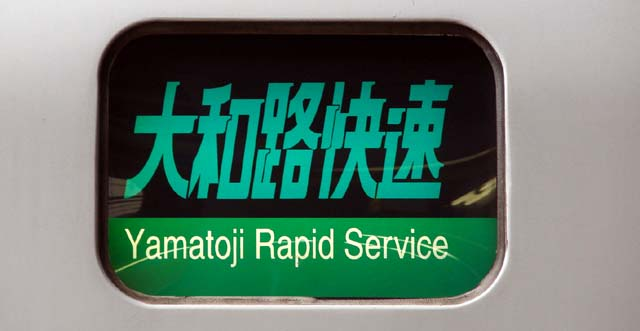
大和路快速の方向幕

大和路快速（やまとじかいそく）とは、西日本旅客鉄道（JR西日本）が天王寺駅 - 奈良駅・加茂駅・高田駅・五条駅間を大阪環状線・関西本線（大和路線）および和歌山線経由で運転している列車種別である。

## 概要
大阪環状線と大和路線とを直通して運行される列車のうち、大阪環状線内でも快速運転を行うものを大和路快速とし、大阪環状線内各駅に停車する列車は区間快速として区別されている。
元々、大阪環状線は東半分（京橋・鶴橋方面）の輸送量が圧倒的に多かったこともあり、この区間の混雑緩和を目的（大阪・天王寺間直通客を西半分経由に誘導）として1964年3月のダイヤ改正で大阪環状線で快速列車が運転を開始した。その後、1973年に関西本線が電化されたこともあり、近鉄奈良線に対抗するために同年10月1日から大阪環状線の快速と関西本線の快速を組み合わせた快速列車を、主に休日昼間に113系を使って運転を開始した。写真にある車両先頭部に「快速 奈良←→大阪（環状線）」のヘッドマークをつけて運転しており、1974年7月20日からは平日ダイヤでも運転されるようになった。これが大和路快速の前身である。そして国鉄末期の1986年、天王寺鉄道管理局による「あなたとなら・大和路キャンペーン」の中で、「快速・大和路号」の愛称が付けられた。
民営化された後も113系の運用が続いたが、スピードアップとさらなるサービスアップを目的として、1989年にそれまでの113系に代えて221系を関西本線直通の快速列車に投入し、あわせて1989年3月のダイヤ改正により「大和路快速」と名づけられた。転換クロスシートを備えた車両の投入によるグレードアップと、最高速度を120km/hに引き上げによる運転時分の短縮がおこなわれ、所要時間は大阪駅 - 奈良駅間で45分、天王寺駅 - 奈良駅間で30分に短縮された。
1995年9月30日の改正により大阪駅 - 奈良駅間の所要時間を41分、天王寺駅 - 奈良駅間を29分にまで縮めたが、2001年3月3日のダイヤ改正時で久宝寺駅が停車駅に追加され、大阪駅 - 奈良駅間の所要時間が最速44分に延長された。JR福知山線脱線事故の影響を受けた運転時分の見直しが行われた2006年3月18日ダイヤ改正では、天王寺駅 - 奈良駅間で所要時間が最速33分、朝ラッシュ時上りの運転時間も最速38分にまで延びている。2023年3月現在でも天王寺駅 - 奈良駅間の最速は同じく33分であるほか、大阪環状線内の停車駅増などにより大阪駅 - 奈良駅間の最速は50分にまでスピードダウンしている。

## 運行概況
全列車が吹田総合車両所奈良支所に所属する221系を使用し、王寺駅で分割された列車を除き8両編成で運行されている。
設定当初は6両のみであったが、利用客の増加に伴い8両編成での運転が増加し、2020年3月14日のダイヤ改正で全列車が8両編成となった。混雑の激しい大阪環状線での運行も行うためである。
2022年3月12日のダイヤ改正現在、平日・土休日ともに日中から夕方にかけて1時間あたり大阪環状線 - 奈良駅間で4本（15分間隔）、奈良駅 - 加茂駅間で1本（1時間隔）運転されている。また、土休日ダイヤでは朝・夜間にも運転されているほか、夕方には王寺駅で分割を行い和歌山線に直通する五条行き・高田行きが併結されている列車も2本設定されている。和歌山線から大阪環状線に直通する列車は設定されていない。
天理教祭礼時（おおむね毎月26日やその前後と1月4 - 6日）が土曜・休日ダイヤの場合は6両編成の大和路快速がそのまま奈良駅折り返しで天理駅まで延長運転されている。しかし、現行のダイヤ設定では祭典の開始時間に間に合わないため信者の利用は少ない。また過去には春と秋の行楽期には加茂行きの8両編成のうち後ろ2両を「奈良万葉レジャー号」として奈良駅で分割し、天理駅・桜井駅経由で高田駅まで延長運転されていたこともあるが近年の設定は無い。
大阪環状線内では天王寺駅の環状線ホーム発着を基本とするが、一部京橋駅発着の列車が存在する。　　

### 停車駅
天王寺駅 -（鶴橋駅・京橋駅を経由して各駅停車）- 大阪駅 - 福島駅 - 西九条駅 - 弁天町駅 - 大正駅 - 新今宮駅 - 天王寺駅 - 久宝寺駅 - 王寺駅 - 
-（この間（大和路線）は各駅停車）- 加茂駅 
または
-（この間（和歌山線）は各駅停車）- 五条駅
大阪環状線内は原則、野田駅・芦原橋駅・今宮駅を除く各駅に停車する。

## 歴史
- 1973年（昭和48年）10月1日：関西本線湊町駅（現在のJR難波駅） - 奈良駅間が電化され、これにより大和路快速の原型となる大阪環状線直通の快速が、休日の日中のみ運転開始[4]。
- 1974年（昭和49年）7月20日：大阪環状線直通の快速運転を平日の日中にも拡大[12]。
- 1989年（平成元年）
  - 4月10日：関西線での221系の運用が開始され、大阪環状線直通の快速に大和路快速の名称がつけられる。
  - 7月20日：113系による大和路快速の定期運用が終了。
- 1990年（平成2年）3月10日：大和路快速の最高速度120km/h運転を開始[7]。
- 1995年（平成7年）9月30日：ダイヤ改正により、大阪駅 - 奈良駅間の所要時間が41分にまで短縮[8]。
- 1997年（平成9年）3月8日：日中は基本的に加茂駅までの運転になる[13]。
- 2001年（平成13年）3月3日：久宝寺駅が停車駅になる[14]。
- 2011年（平成23年）3月12日：ダイヤ改正により、次のように変更[15]。
  - 大正駅が停車駅になる。
  - 日中1時間あたりの運転本数が3本から4本に増発（2本が奈良駅発着、2本が加茂駅発着）。
  - この改正までは大阪環状線内を一周して天王寺駅発着のみであった大和路快速・区間快速は、この改正で新たに一周せずに京橋駅を発着とする列車を一部設定する。
- 2012年（平成24年）3月17日：ダイヤ改正により、福島駅が停車駅になる[16]。
- 2015年（平成27年）3月14日：ダイヤ改正により、休日の夜間に大和路快速を増発[11]。
- 2020年（令和2年）3月14日：ダイヤ改正により、全列車が8両編成に統一される[10]。
- 2024年（令和6年）3月16日：ダイヤ改正により、土休日の一部列車で指定席「快速 うれしート」を導入[17]。